# Franco Scataglini
Franco Scataglini (Ancona, 25 de julio de 1930 – Numana, 28 de agosto de 1994) fue un poeta italiano.
Publicó su primer poemario, E per un frutto piace tutto un orto, en 1973, al que siguió cuatro años más tarde So' rimaso la spina.
Nacido en Ancona en 1930, asistió a la escuela de formación profesional y fue contratado en la oficina de correos italiana donde trabajó hasta 1976. Durante la Segunda Guerra Mundial, mientras estaba desplazado en Chiaravalle, su amor por la poesía comenzó en la biblioteca del pueblo. Tras la guerra, sus primeras pasiones políticas le llevaron, junto a otros jóvenes intelectuales, entre ellos Italo Calvino, a la Unión Soviética, pero volvió con una fuerte decepción con el sistema. A los veinte años publicó Echi, una colección de versos en italiano. Al darse cuenta de la superficialidad de su conocimiento del idioma, comenzó sus estudios de forma independiente: cuando leyó a Pier Paolo Pasolini, reconoció una nueva inspiración artística en su amor por la lengua vernácula. Así, en 1973, también gracias al consejo del crítico y editor de Ancona Carlo Antognini, consiguió publicar su primer poemario en lengua vernácula de Ancona, Y a un jardín le gusta todo por una fruta, al que siguió cuatro años más tarde So ' rimaso el enchufe . En este período, Scataglini también comenzó a probar suerte como pintor. En 1982 se publicó Carta laniena, gracias a la cual ganó el premio Carducci . Posteriormente concluye la traducción, aunque parcial, de la novela medieval en verso Le Roman de la Rose, que le lleva a consolidarse entre los poetas italianos. Su última obra, El sol, publicada póstumamente, es un poema autobiográfico.
Franco Scataglini murió repentinamente la noche del 28 de agosto de 1994 en su casa de Numana y fue enterrado en el pequeño cementerio de la localidad.
La poesía de Scataglini se ha definido de diversas formas: dialectal, neodialectal, neovulgar. Su lengua es ciertamente revisada, enriquecida de arcaísmos, recreada como lengua de autor. 
El 25 de julio de 2010 se le dedicó el parque Cardeto de Ancona . 